# آمادگی در برابر زمین‌لرزه
ایمنی در برابر زمین لرزه یا آمادگی در برابر زلزله مجموعه اقداماتی است که در سطح فردی، سازمانی و اجتماعی برای به حداقل رساندن اثرات زلزله انجام می‌شود. اقداماتی آمادگی می‌تواند از ایمن‌سازی اشیاء سنگین، ایمن‌سازی بناها، داشتن بیمه، جعبه ی اضطراری و کارهای پس از زلزله باشد.

## توصیه‌های ایمنی
قبل از وقوع حادثه:
- بنای محل سکونت خود را از لحاظ استحکام سقف، ستون و فونداسیون در برابر زمین لرزه مقاوم سازید.
- قاب‌ها، قفسه‌ها و لوسترها که احتمال سقوط دارند، به خوبی در جای خود محکم کنید.
- وسایل سنگین و خطرناک را روی قفسه ها قرار ندهید.
- سیم کشی های برق و لوله‌های گاز ساختمان را به صورت دوره‌ای برای بررسی عیوب احتمالی بازبینی نمایید.
- کیف کمک‌های اولیه و نجات خانواده را برای مواقع ضروری آماده سازید و مانور زلزله را تمرین کنید.
- اموالتان را در برابر حوادث بیمه کنید.
- در نزدیکی گسل‌ها، لبه پرتگاه‌ها و شیب‌های شدید خانه نسازید و ساکن نشوید.
- محل خواب‌تان به دور از پنجره‌ها، قفسه‌ها و سایر اشیا در معرض سقوط باشد.
- مکان های امن خانه را برای پناه گیری در مواقع ضروری شناسایی کنید.

 هنگام وقوع حادثه:
- در هنگام زمین لرزه فورا پناه بگیرید و در صورت امکان از ساختمان خارج شوید.
- از آسانسور استفاده نکنید.
- اگر در رختخواب هستید همانجا بمانید تا لرزش‌ها متوقف شود، برای محافظت از سر و گردن بالش را روی سر خود بگیرید.
- اگر ساختمان با خطر ریزش روبروست به نقاط امن پناه ببرید.
- از اشیا بلند، سنگین و ناپایدار دوری کنید.
- اگر در ساختمان هستید بنشینید و به کمک دست‌ها و بازوها سر و گردن خود را محافظت کنید.
- اگر در اتومبیل هستید آن را به طرف راست خیابان متوقف کنید، خودرو را خاموش کرده و در آن بمانید، از رادیو برای دریافت اخبار کمک بگیرید.
- اگر در مکان‌های پر ازدحام هستید از هجوم به سمت درهای خروجی بپرهیزید، این کار خود به مصدومیت شما منجر می‌شود.
- از تلفن به جز موارد اضطراری استفاده نکنید، اجازه دهید خطوط تلفن برای موارد ضروری به کار گرفته شوند.
- اگر در خارج از ساختمان هستید از ساختمان‌ها، درختان و تیرهای برق فاصله بگیرید، از کوچه‌ها و خیابان‌های باریک فورا خارج شوید، از پل‌های عابر پیاده و خودروها فاصله بگیرید، از دیوارها و ساختمان های سنگ شده و شیشه‌های بزرگ فاصله بگیرید. تا توقف کامل لرزش‌ها در جای خود بمانید.

## طراحی ساختمان و مقاوم‌سازی
طراحی ساختمان در نواحی مستعد زمین‌لرزه ممکن است قوانین و الزامات خاصی داشته باشند که برای افزایش مقاومت ساختمان‌های جدید در برابر زلزله طراحی شده‌اند. اصولاً ساختمان‌هایی که بر اساس قوانین شهرسازی ساخته شده‌اند توانایی محافظت از ساکنان خانه در برابر زلزله را دارند. 

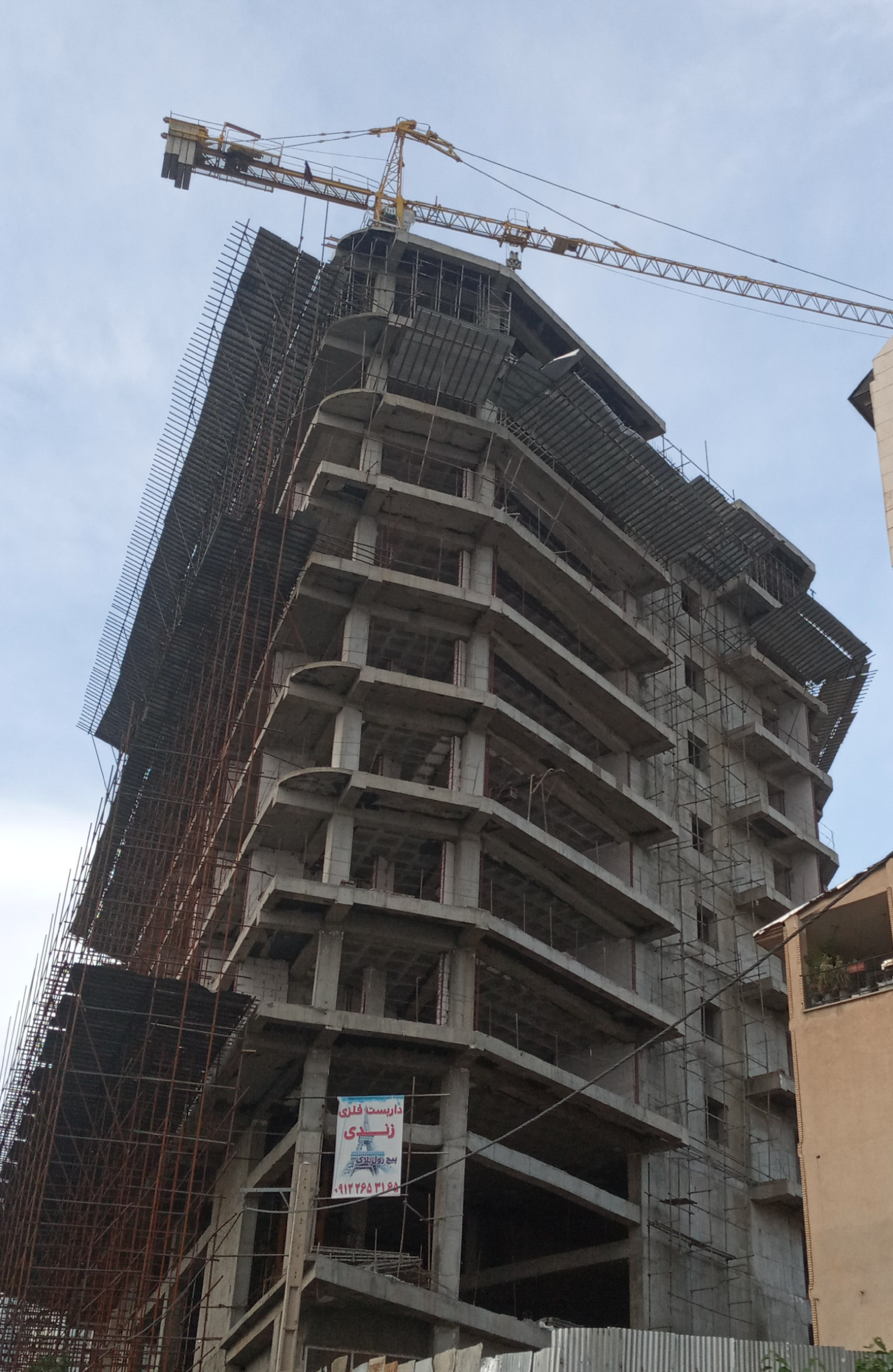
یک سازه با ساختار بتنی، این نوع سازه‌ها در برابر زلزله مقاوم هستند.

 هدف اغلب طراحی‌های ساختمان کاهش آسیب ناشی از زلزله به یک ساختمان است به طوری که از زندگی ساکنان محافظت می‌کند و در نتیجه آسیب‌ها زلزله به کمترین میزان خود می‌رسد. در ساختمان‌هایی که داری اسکلت هستند خطرهای جدی مانند خطر ریزش سقف هنگام وقوع زلزله ساکنان را تهدید نمی‌کند.